# 1660-ті

## Події
- 1664— 65 — повстання на Правобережній Україні на чолі з Сулимкою, В. Вареницею, Дециком, В. Дрозденком проти польської шляхти і П. Тетері.
- Кривавий «Потоп» 1654—1667
- Було зруйновано Трахтемирівський монастир, який довгий час був шпиталем притулком для козаків.